# Esteban Matus
Esteban Patricio Matus Castro (* 12. Februar 2002 in Santiago) ist ein chilenischer Fußballspieler. Der linke Außenverteidiger ist seit Februar 2025 Nationalspieler.

## Karriere

### Verein
Esteban Matus spielte in der Jugend von Audax Italiano Fußball und mit der Stadtauswahl von Santiago Five-a-Side. Unter Trainer Ronald Fuentes schaffte er den Sprung in den Profikader und debütierte im Februar 2022 in der Primera División. Trotz regelmäßiger Spiele wurde er im Februar 2024 an Unión La Calera verliehen. Im Juni 2024 kehrte er nach der Leihe zu Audax zurück.

### Nationalmannschaft
Matus nahm mit der U23-Nationalmannschaft am vorolympischen Qualifikationsturnier teil, jedoch qualifizierte sich die junge La Roja nicht für die Olympischen Spiele in Paris.
Im Februar 2025 wurde er für die A-Nationalmannschaft beim Freundschaftsspiel gegen Panama nominiert, kam jedoch nicht zum Einsatz.